# Клайн-Цехер
Клайн-Цехер (нем. Klein Zecher) — община в Германии, в земле Шлезвиг-Гольштейн. 
Входит в состав района Герцогство Лауэнбург. Подчиняется управлению Лауэнбургише Зеен.  Население составляет 238 человек (на 31 декабря 2010 года). Занимает площадь 9,11 км².